# On n'oublie jamais rien, on vit avec
Singles de Hélène Segara en duo avec Laura Pausini
Encore une fois Humaine
Pistes de Humaine
Petite Vie Ma vie tient en deux mots
On n'oublie jamais rien, on vit avec (Il ricordo che ho di noi) est un single d'Hélène Segara en duo avec Laura Pausini sorti en 2003.

## Concept
C'est en 2003 que Laura Pausini en duo avec Hélène Segara se rencontrent. En effet, dans l'esprit de Vivo per lei, Orlando souhaite que l'album Humaine propose un duo.
Il se tournera donc vers la star italienne pour l'interprétation de On n'oublie jamais rien, on vit avec (Il ricordo che ho di noi).
C'est le deuxième duo enregistré pour Hélène Segara pour un album studio.
Les paroles italiennes de la chanson, Il ricordo che ho di noi, sont de Laura Pausini.
Les deux chanteuses ont notamment interprété ce duo ensemble lors de la cérémonie des NRJ Music Awards de janvier 2004.

## Classement
| Pays              | Meilleure position |
| ----------------- | ------------------ |
| France            | 3                  |
| Belgique Wallonie | 2                  |
| Suisse            | 3                  |